# Sous les phares
Sous les phares est un film français muet, réalisé par André Hugon, sorti en 1916.

## Fiche technique
- Titre : Sous les phares
- Réalisation : André Hugon
- Scénario : André Hugon et Félix Léonnec
- Société de production : Les Films Succès
- Format : Noir et blanc - Muet
- Date de sortie : 
  - France : 29 décembre 1916

## Distribution
- Marie-Louise Derval
- Henri Baudin
- André Nox